# Вулиця Генерала Генадія Воробйова
Вулиця Генерала Геннадія Воробйова — вулиця в Солом'янському районі міста Києва, місцевість Чоколівка, житловий масив Першотравневий. Пролягає від проспекту Повітряних Сил до Уманської вулиці.
Прилучаються вулиці Єреванська та Петра Ніщинського.

## Історія
Вулиця виникла на початку 50-х років XX століття під назвою 492-га Нова. 1953 року отримала назву Курська вулиця.
Сучасна назва на честь генерала Генадія Воробйова — з 2018 року.

## Забудова
Будинки № 1/26, 3 та 5 споруджені між 1914 та 1918 роками як будинки для викладачів Миколаївського артилерійського училища (нині — Національний університет оборони України).

## Установи та заклади
- № 6 — Українське товариство глухих — культурний центр; Інститут юдаїки; Асоціація єврейських громад «Ваад»;
- № 12 — Гімназія біотехнологій №177;
- № 15 — Палац дитячої та юнацької творчості Солом'янського району;
- № 17 — Басейн «Першотравневий»[3]